# Departamentul Belén
Departamento Belén este situat în nord-vestul provinciei Catamarca din Argentina, fiind unul dintre cele 16 departamente ale provinciei.

## Orașe și comune
| - Agua Caliente - Agua Colorada - Agua del Monte - Agua Quemada - Angostura - Asampay - Barranca Larga - Barrio Artaza - Barrio El Molino - Belén - Cabra Ciénaga - Chaupiyaco - Chusco - Ciénaga Larga - Colorado - Cóndor Huasi - Conejo - Corral Quemado - Cueva Amarilla - Culampaja - El Corral - El Durazno - El Eje - El Puesto - El Quimivil - El Rodeo - El Shincal - El Sosiego - El Suncho | - El Totoral - El Zapallar - Farallón Negro - Grumi - Hualfin - Huasayaco - Huasi Ciénaga - Hunquillar - Jacipunco - La Aguada - La Banda - La Ciénaga de Abajo - La Ciénaga de Arriba - La Cuesta - La Esquina - La Estancia - La Falda - La Lomita - La Mesada - La Ovejería - La Piedra Larga - La Posición - La Puerta - La Puntilla - La Ramada - La Sarnosa - La Toma - La Zarza - Las Barrancas | - Las Cuevas - Las Granadillas - Las Juntas - Las Lomas - Las Morcillas - Loconte - Loma Bola - Londres - Los Nacimientos - Ojo de Agua - Paloma Yaco - Pampa Ciénaga - Papachacra - Pena - Pozo de la Piedra - Puerta de Corral Quemado - Puerta de San José - Puesto Helado - Puma Huasi - Quebrada Belén - Salcito - San Fernando - Trapiche - Tras Río - Vallecito - Vicuña Orco - Villa Vil |